# 鳴門公園口バスストップ
鳴門公園口バスストップ（なるとこうえんぐちバスストップ）とは、徳島県鳴門市鳴門町土佐泊浦の神戸淡路鳴門自動車道本線上にある高速バス乗り場。大鳴門橋の四国側に位置する。
鳴門方面へ向かう車線にのみバス停が設置されている為、京阪神方面へ向う高速バスは停車しない。また、鳴門市街地から離れているため、そちらへ行くには次の高速鳴門BSで降りた方がよい。

## 発着バス

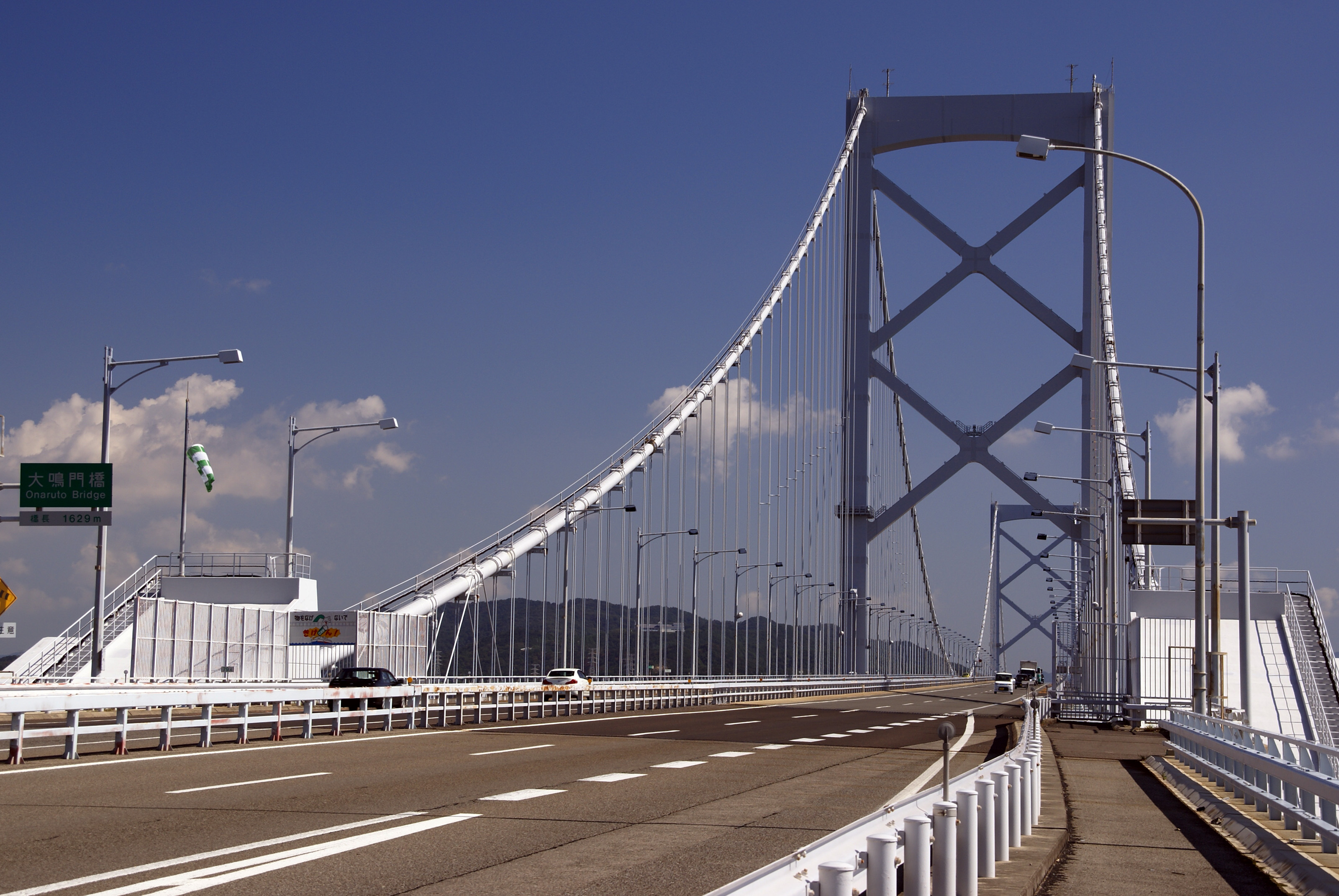
バスストップ前で撮影。大鳴門橋が直ぐ近くに見える。

停車する高速バスは全て鳴門・徳島行であり、クローズドドアシステムではない淡路交通の淡路・徳島線を除いては全便降車のみの扱いとなっている。

### 徳島バス・淡路交通グループ路線
- 三宮線（徳島バス・神姫バス・山陽バス・阪神バス）
  - 神姫バス三ノ宮バスターミナル・中央三井信託銀行神戸支店前・高速舞子発
- 大阪線（徳島バス・阪急バス・阪神バス・南海バス）
- 淡路・徳島線（淡路交通）

### JRバスグループ路線
- 阿波エクスプレス大阪号（JR四国バス・西日本JRバス・本四海峡バス）
- 阿波エクスプレス神戸号（JR四国バス・西日本JRバス・本四海峡バス）

### 徳島バスグループ・JRバスグループ共同運行路線
- 阿波エクスプレス京都号（JR四国バス・西日本JRバス・本四海峡バス・徳島バス・京阪バス）

## 接続交通機関
- 鳴門公園
  - 徳島バス（鳴門線　大塚国際美術館前・小鳴門橋・鳴門駅経由徳島駅行き/鳴門線　大塚国際美術館前・小鳴門橋・鳴門駅・徳島空港経由徳島駅行き/鳴門公園線　大塚国際美術館前・小鳴門橋・鳴門駅経由鳴門郵便局前行き）

## 周辺
- 鳴門公園
  - 千畳敷展望台
  - 渦の道
  - エスカヒル鳴門
  - 徳島県立大鳴門橋架橋記念館
  - 観潮船（うずしお汽船、鳴門観光汽船、水中観潮船アクアエディ）
  - 大塚国際美術館
- 鳴門町漁業協同組合
- 鳴門スカイライン

## 隣
E28 神戸淡路鳴門自動車道
(10)淡路島南IC/BS/PA - 鳴門公園口BS（下り線のみ） - (11)鳴門北IC